# 대명소노그룹
대명소노그룹은 주력사인 호스피탈리티 기업 ‘소노인터내셔널’을 보유한 대기업이다.
소노인터내셔널은 대한민국 최대 규모의 호스피탈리티 대기업으로 국내 18개 호텔과 리조트, 해외 5개의 호텔을 보유하고 있다. 
또한 상조 사업을 비롯한 라이프케어 사업을 펼치고 있는 대명스테이션, 프리미엄 매트리스·침구류 사업과 레저산업 전문 유통망을 운영하는 코스닥 상장사 소노스퀘어를 자회사로 두고 있다.
대명소노그룹은 1979년 대명주택(현, 대명건설)으로 출발하여 1987년 대명레저산업을 설립하였다.
2019년 대대적인 브랜드 리뉴얼을 통해 소노로 사명을 변경하고 새로운 도약을 맞이하였다.
2024년 5월, 공정거래위원회가 지정한 대기업집단(공시대상기업집단) 에 포함되었다.

## 소노호텔앤리조트

### 리조트 및 호텔 목록
| 리조트/호텔명                                | 리조트/호텔명                                | 영문                               | 도로명주소(지번) 우편번호 | 놀이/취미시설                                     | 놀이/취미시설                                     | 홈페이지                                                                                                  | 개관/개장일 |
| -------------------------------------------- | -------------------------------------------- | ---------------------------------- | --- | ------------------------------------------------- | ------------------------------------------------- | --- | --- |
| 비발디파크 (소노벨/ 소노캄/소노펫)           | 비발디파크 (소노벨/ 소노캄/소노펫)           | VIVALDI PARK                       | 강원특별자치도 홍천군 서면 한치골길 262 (서면 팔봉리 1290-14(비발디파크), 1290-2(소노펠리체 비발디파크), 1307(소노펠리체 빌리지 비발디파크)) 25102 | 스키월드 오션월드 스노위랜드                      | 소노펠리페 컨트리클럽(구 대명골프클럽)            | https://www.sonohotelsresorts.com/vp/ 보관됨 2019-10-21 - 웨이백 머신                                     | 1993년 12월: 스키월드(스키장) 개장/유스호스텔 개관 1994년 12월: 소노벨 비발디파크 Tower C(구 파인동) 개관 1995년 12월: 소노벨 비발디파크 Tower B(구 오크동) 개관 2004년 11월: 소노캄 비발디파크(구 소노벨 비발디파크 Tower D, 당시 메이플/노블리안동) 개관 2006년 7월: 오션월드 개장 2010년 12월: 소노벨 비발디파크 Tower A(구 체리동) 개관 2018년 7월: 소노문 비발디파크(구 더 파크 호텔) 개관 2023년 12월 : 소노캄 비발디파(구 소노벨 비발디파크 Tower D) 리뉴얼 현재 지연 상태 |
| 소노펠리체 / 빌리지 비발디파크               | 소노펠리체 / 빌리지 비발디파크               | SONO FELICE / VILLAGE VIVALDI PARK | 강원특별자치도 홍천군 서면 한치골길 262 (서면 팔봉리 1290-14(비발디파크), 1290-2(소노펠리체 비발디파크), 1307(소노펠리체 빌리지 비발디파크)) 25102 | 승마클럽                                          | 소노펠리페 컨트리클럽(구 대명골프클럽)            | https://www.sonohotelsresorts.com/sn/ 보관됨 2019-06-01 - 웨이백 머신                                     | 2009년 11월 2014년 3월: 승마클럽 개장 2014년 7월: 소노펠리체 빌리지 비발디파크(구 소노빌리지) 개관 |
| 델피노 (소노캄/소노펠리체 빌리지/소노펠리체) | 델피노 (소노캄/소노펠리체 빌리지/소노펠리체) | DEL PINO                           | 강원특별자치도 고성군 토성면 미시령옛길 1153 (토성면 원암리 403-1) 24768                                                                           | 오션 플레이                                       | 소노펠리페 컨트리클럽(구 대명골프클럽)            | https://www.sonohotelsresorts.com/dp/ 보관됨 2019-07-02 - 웨이백 머신                                     | 1990년 7월: 소노문 델피노 West Tower(구 델피노 B동, 금강동) 개관 1991년 7월: 소노문 델피노 East Tower(구 델피노 A동, 설악동) 개관 1998년 7월: 델피노 C.C(설악대중골프장) 개관 2012년 7월: '대명리조트 설악'을 '델피노 골프&리조트'로 변경/소노캄 델피노 Tower B/A(구 델피노 C/D동) 개관 2019년 10월 : '델피노 골프&리조트'를 '델피노'으로만 변경 2021년 10월 : 소노펠리체 델피노 개관                                                                                             |
| 쏠비치                                       | 양양                                         | SOL BEACH YANGYANG                 | 강원특별자치도 양양군 손양면 선사유적로 678 (손양면 오산리 23-4) 25042                                                                             | 오션플레이 (구 아쿠아월드)                        | 오션플레이 (구 아쿠아월드)                        | https://www.sonohotelsresorts.com/sb/yy/ 보관됨 2019-07-02 - 웨이백 머신                                  | 2007년 6월 |
| 쏠비치                                       | 삼척                                         | SOL BEACH SAMCHEOK                 | 강원특별자치도 삼척시 수로부인길 453(갈천동 산16-4) 25042                                                                                          | 오션플레이 (구 아쿠아월드)                        | 오션플레이 (구 아쿠아월드)                        | https://www.sonohotelsresorts.com/sb/sc/ 보관됨 2019-07-02 - 웨이백 머신                                  | 2016년 6월 |
| 쏠비치                                       | 진도                                         | SOL BEACH JINDO                    | 전라남도 진도군 의신면 송군길 30-30(의신면 초사리 627)                                                                                             | 인피니티풀                                        | 인피니티풀                                        | https://www.sonohotelsresorts.com/sb/jd/ 보관됨 2019-07-02 - 웨이백 머신                                  | 2019년 7월 |
| 소노 호텔& 리조트                            | 소노휴 양평                                  | SONO HUE YANGPYEONG                | 경기도 양평군 개군면 신내길7번길 55 (개군면 공세1리 389-7) 12566                                                                                   | 없음                                              | 없음                                              | https://www.sonohotelsresorts.com/yp/ 보관됨 2019-07-02 - 웨이백 머신                                     | 1992년 7월 |
| 소노 호텔& 리조트                            | 소노벨 천안                                  | SONO BELLE CHEONAN                 | 충청남도 천안시 동남구 성남면 종합휴양지로 200 (성남면 용원리 672) 10394                                                                           | 오션 어드벤처 (구 오션파크)                       | 오션 어드벤처 (구 오션파크)                       | https://www.sonohotelsresorts.com/ca/ 보관됨 2019-07-02 - 웨이백 머신                                     | 2017년 7월: 천안 '테딘패밀리리조트'와 인수 및 '대명리조트 천안'으로 변경/'테딘워터파크'가 '오션파크'로 변경 2021년 7월: 이스트타워 개관 |
| 소노 호텔& 리조트                            | 소노벨 단양                                  | SONO BELLE DANYANG                 | 충청북도 단양군 단양읍 삼봉로 187-17 (단양읍 상진리 4-1) 27012                                                                                     | 오션플레이 (구 아쿠아월드)                        | 오션플레이 (구 아쿠아월드)                        | https://www.sonohotelsresorts.com/dy/ 보관됨 2019-07-02 - 웨이백 머신                                     | 2002년 12월: East Tower(구 온달동) 개관 2004년: West Tower(구 평강동) 개관 |
| 소노 호텔& 리조트                            | 소노벨 청송                                  | SONO BELLE CHEONGSONG              | 경상북도 청송군 부동면 주왕산로 494-1 (부동면 하의리 759) 37437                                                                                    | 솔샘온천                                          | 솔샘온천                                          | https://www.sonohotelsresorts.com/cs/ 보관됨 2019-07-02 - 웨이백 머신                                     | 2017년 6월: 개관 2017년 7월: 그랜드오픈 |
| 소노 호텔& 리조트                            | 소노벨 경주                                  | SONO BELLE GYEONGJU                | 경상북도 경주시 보문로 402-12 보문단지 내 (신평동 400-1) 38117                                                                                     | 오션플레이 (구 아쿠아월드)                        | 오션플레이 (구 아쿠아월드)                        | https://www.sonohotelsresorts.com/gj/ 보관됨 2019-07-02 - 웨이백 머신                                     | 2006년 4월 |
| 소노 호텔& 리조트                            | 소노벨 변산                                  | SONO BELLE BYEONSAN                | 전북특별자치도 부안군 변산면 변산해변로 51 (변산면 격포리 257) 56337                                                                               | 오션플레이 (구 아쿠아월드)                        | 오션플레이 (구 아쿠아월드)                        | https://www.sonohotelsresorts.com/bs/ 보관됨 2019-07-02 - 웨이백 머신                                     | 2008년 7월 |
| 소노 호텔& 리조트                            | 소노캄 거제                                  | SONO CALM GEOJE                    | 경상남도 거제시 일운면 거제대로 2660 (일운면 소동리 115) 53326                                                                                     | 오션어드벤처 (구 오션베이) 마리나베이 (요트/보트) | 오션어드벤처 (구 오션베이) 마리나베이 (요트/보트) | https://www.sonohotelsresorts.com/go/ 보관됨 2019-07-02 - 웨이백 머신                                     | 2013년 7월 |
| 소노 호텔& 리조트                            | 소노벨 제주                                  | SONO BELLE JEJU                    | 제주특별자치도 제주시 조천읍 신북로 577 (조천읍 함덕리 274) 63333                                                                                  | 없음                                              | 없음                                              | https://www.sonohotelsresorts.com/hd/ 보관됨 2019-07-02 - 웨이백 머신                                     | 2007년 9월: "동양썬라이즈" 인수 및 개관 |
| 소노 호텔& 리조트                            | 소노캄 제주                                  | SONO CALM JEJU                     | 제주특별자치도 서귀포시 표선면 일주동로 6347-17 (표선면 토산리 17) 63626                                                                           | 수영장 (오션풀/야외 인피니티 풀)                  | 수영장 (오션풀/야외 인피니티 풀)                  | https://www.sonohotelsresorts.com/sh/ 보관됨 2019-07-02 - 웨이백 머신                                     | 2017년 7월: 인수 |
| 소노 호텔& 리조트                            | 소노캄 고양                                  | SONO CALM GOYANG                   | 경기도 고양시 일산동구 태극로 20 (장항동 1756) 10394                                                                                               | 없음                                              | 없음                                              | https://www.sonohotelsresorts.com/goyang/ 보관됨 2019-07-02 - 웨이백 머신 보관됨 2019-07-02 - 웨이백 머신 | 2013년 3월 |
| 소노 호텔& 리조트                            | 소노캄 여수                                  | SONO CALM YEOSU                    | 전라남도 여수시 오동도로 111 (수정동 332-15) 59723                                                                                                 | 없음                                              | 없음                                              | https://www.sonohotelsresorts.com/yeosu/ 보관됨 2019-07-02 - 웨이백 머신 보관됨 2019-07-02 - 웨이백 머신  | 2012년 3월 |
| 소노 호텔& 리조트                            | 소노문 해운대                                | SONO MOON HAEUNDAE                 | 부산 해운대구 해운대해변로 237번길 12 | 없음                                              | 없음                                              | https://www.sonohotelsresorts.com/moon_hd                                                                 | 2024년 7월 |

### 지역순
| 지역      | 한글                                                | 영문                             |
| 지역      | 강원권                                              | 강원권                           |
| --------- | --------------------------------------------------- | -------------------------------- |
| 홍천      | 비발디파크 (소노벨/소노캄/소노펫)                   | VIVALDI PARK                     |
| 홍천      | 소노펠리체 비발디파크 (구 소노펠리체)               | SONO FELICE VIVALDI PARK         |
| 홍천      | 소노펠리체 빌리지 비발디파크 (구 소노빌리지)        | SONO FELICE VILLAGE VIVALDI PARK |
| 고성      | 델피노 (소노캄/소노벨/소노펠리체 빌리지/소노펠리체) | DEL PINO                         |
| 양양      | 쏠비치 양양                                         | SOL BEACH YANGYANG               |
| 삼척      | 쏠비치 삼척                                         | SOL BEACH SAMCHEOK               |
| 빈칸      | 경기권                                              | 경기권                           |
| 양평      | 소노휴 양평 (구 대명리조트 양평)                    | SONO HUE YANGPYEONG              |
| 고양      | 소노캄 고양 (구 엠블 호텔 고양)                     | SONO CALM GOYANG                 |
| 빈칸      | 충청권                                              | 충청권                           |
| 충남 천안 | 소노벨 천안 (구 대명리조트 천안)                    | SONO BELLE CHEONAN               |
| 충북 단양 | 소노벨 단양 (구 대명리조트 단양)                    | SONO BELLE DANYANG               |
| 빈칸      | 전라권                                              | 전라권                           |
| 전북 부안 | 소노벨 변산 (구 대명리조트 변산)                    | SONO BELLE BYEONSAN              |
| 전남 진도 | 쏠비치 진도                                         | SOL BEACH JINDO                  |
| 전남 여수 | 소노캄 여수 (구 엠블 호텔 여수)                     | SONO CALM YEOSU                  |
| 빈칸      | 경상권                                              | 경상권                           |
| 경북 청송 | 소노벨 청송 (구 대명리조트 청송)                    | SONO BELLE CHEONGSONG            |
| 경북 경주 | 소노캄 경주 (구 대명리조트 경주)                    | SONO BELLE GYEONGJU              |
| 경남 거제 | 소노캄 거제 (구 대명리조트 거제 마리나)             | SONO CALM GEOJE                  |
| 부산      | 소노문 해운대                                       | SONO MOON HAEUNDAE               |
| 빈칸      | 제주권                                              | 제주권                           |
| 제주      | 소노벨 제주 (구 대명리조트 제주)                    | SONO BELLE JEJU                  |
| 서귀포    | 소노캄 제주 (구 대명 샤인빌 리조트)                 | SONO CALM JEJU                   |

### 놀이/부대시설

#### 오션플레이(Ocean Play)(구 아쿠아월드)
- 델피노
- 쏠비치 양양
- 쏠비치 삼척
- 소노문 단양
- 소노캄 경주
- 소노벨 변산

#### 소노펠리체 컨트리클럽(구 대명골프클럽)
- 비발디파크 West/Mountain : 비발디파크
- 비발디파크 East : 소노펠리체 / 빌리지 비발디파크
- 델피노
- 괌 망길라오, 탈로포포

#### 그 외
- 스키/오션 월드: 비발디파크
- 승마 클럽: 소노펠리체 / 빌리지 비발디파크
- 인피니티풀: 쏠비치 진도
- 오션어드벤처(구 오션파크): 소노벨 천안
- 솔샘온천: 소노벨 청송
- 오션어드벤쳐(구 오션베이) / 마리나 베이: 소노캄 거제
- 수영장(오션풀/야외 인피니티 풀): 소노캄 제주

## 연혁
- 1979년 2월 : 대명주택 창업
- 1986년 12월 : 동원토건 인수, 현 대명건설 상호 변경(1988.06)
- 1987년 11월 : 대명레저산업 설립
- 1988년 6월 : 동원토건 사명 → 대명건설로 변경
- 1990년 7월 : 대명설악콘도 개관, 현 소노문 델피노 EAST동
- 1991년 1월 : 사회복지법인 근화재단 설립 (현 사회복지법인 대명복지재단)
- 1991년 4월 : 홍천대명워터파크 개장
- 1992년 7월 : 대명양평콘도 개관 (현 소노휴 양평)
- 1993년 12월 : 비발디파크 스키장 오픈
- 1994년 12월 : 비발디파크 파인동 오픈(1995년 12월 오크동, 2004년 11월 메이플동/노블리안동, 2010년 12월 체리동 오픈)
- 1995년 8월 : 벽송엔지니어링 설립
- 1995년 12월 : 비발디파크 오크동 개관
- 1997년 9월 : 비발디파크 퍼블릭 골프장 오픈 (현 소노펠리체 CC 비발디파크 MOUNTAIN)
- 1998년 7월 : 대명설악콘도 퍼블릭골프장 오픈 (현 소노펠리체 CC 델피노)
- 2002년 12월 : 대명단양콘도 개관 (현 소노문 단양)
- 2003년 2월 : 사회복지법인 근화재단 → 사회복지법인 대명복지재단으로 상호 변경
- 2004년 11월 : 비발디파크 메이플동, 노블리안동 개관
- 2005년 4월 : 비발디파크 컨트리클럽 오픈 (현 소노펠리체 CC 비발디파크 WEST)
- 2005년 5월 : 대명콘도 → 대명리조트로 상호 변경
- 2006년 4월 : 대명리조트 경주 개관 (현 소노벨 경주)
- 2006년 7월 : 비발디파크 오션월드 오픈
- 2007년 7월 : 쏠비치 양양 호텔앤리조트 개관 (2012년 5월 확장 오픈)
- 2007년 09월 : 대명리조트 제주 개관 (동양썬라이즈리조트 인수, 현 소노벨 제주)
- 2007년 10월 : 쏠비치 호텔앤리조트 양양 라오텔 개관
- 2008년 7월 : 대명리조트 변산 개관 (현 소노벨 변산)
- 2008년 8월 : 서앤컴퍼니 설립 (현 대명소노시즌)
- 2009년 11월 : 소노펠리체 비발디파크 오픈
- 2010년 7월 : 서앤컴퍼니 → 대명코퍼레이션으로 사명 변경 (현 대명소노시즌)
- 2010년 12월 : 비발디파크 체리동 개관 (현 소노벨 비발디파크 A동)
- 2010년 12월 : 대명라이프웨이 설립 (현 대명스테이션)
- 2011년 1월 : 에이치에스홀딩스 인수, (현 대명소노시즌)
- 2011년 3월 : 기안컬처테인먼트 설립
- 2012년 3월 : THE MVL Hotel 여수 오픈 (현 소노캄 여수)
- 2012년 6월 : 델피노 골프&리조트 개관 (현 소노캄 델피노 A/B동)
- 2012년 7월 : 기안라이프웨이 → 대명라이프웨이로 사명 변경 (현 대명스테이션)
- 2012년 8월 : 델피노 골프앤리조트 빌리지/호텔 개관 (현 소노펠리체 델피노 빌리지/소노문 델피노)
- 2013년 3월 : THE MVL Hotel 고양 오픈 (현 소노캄 고양)
- 2013년 3월 : 대명리조트 제주 확장 오픈 (현 소노벨 제주 C동)
- 2013년 5월 : 대명에어서비스 설립 (알리탈리아 한국 총판, 2015년 4월 ~ 2020년 3월)
- 2013년 6월 : 대명리조트 거제마리나 개관 (현 소노캄 거제)
- 2013년 10월 : 소노펠리체 컨트리클럽 개관 (현 소노펠리체 CC 비발디파크 EAST)
- 2013년 11월 : 기안코퍼레이션 → 대명코퍼레이션으로 사명 변경 (현 대명소노시즌)
- 2013년 11월 : 기안라이프웨이 → 대명라이프웨이로 사명 변경 (현 대명스테이션)
- 2013년 11월 : 기안컬처테인먼트 → 대명컬처테인먼트로 사명변경
- 2014년 3월 : 소노펠리체 비발디파크 승마클럽 개관
- 2014년 5월 : 거제 마리나베이요트클럽 개관
- 2014년 6월 : 대명컬처테인먼트 → 대명문화공장으로 사명 변경
- 2014년 7월 : 소노펠리체 비발디파크 빌리지 개관
- 2015년 6월 : 대명컨벤션 개관 (서울 컨벤션 인수, 현 소노펠리체 컨벤션)
- 2015년 7월 : 대명엔터프라이즈 → 대명코퍼레이션 합병
- 2015년 7월 : 대명엔터프라이즈 → 대명코퍼레이션으로 사명 변경
- 2015년 7월 : 대명파트너스 법인 설립
- 2016년 1월 : 대명라이프웨이 → 대명스테이션으로 사명 변경
- 2016년 3월 : 대명타워 신사옥 개관 (현 소노타워)
- 2016년 3월 : 대명그룹 아이스하키단 창단 (대명킬러웨일즈)
- 2016년 6월 : 쏠비치 호텔앤리조트 삼척 오픈
- 2017년 6월 : 테딘패밀리리조트 인수 (현 소노벨 천안)
- 2017년 6월 : 내린천 휴게소 사업 운영
- 2017년 7월 : 대명리조트 청송 오픈 (현 소노벨 청송)
- 2017년 7월 : 대명리조트 천안 개관 (현 소노벨 천안)
- 2017년 7월 : 제주 샤인빌 리조트 인수 운영 (현 소노캄 제주)
- 2017년 12월 : 비발디파크 스노위랜드 오픈
- 2018년 5월 : 대명스테이션 신규 브랜드 '대명아임레디' 오픈
- 2018년 7월 : 비발디파크 더파크호텔 오픈 (현 소노문 비발디파크)
- 2019년 7월 : 쏠비치 호텔앤리조트 진도 개관
- 2019년 10월 : 대명호텔앤리조트 → 소노호텔앤리조트로 사명 변경 및 SONO 브랜드 리뉴얼
- 2019년 12월 : 소노캄 고양 확장 오픈
- 2020년 1월 : 베트남 송지아 골프 리조트 위탁운영 (현 소노벨 하이퐁)
- 2020년 3월 : 대명코퍼레이션 → 대명소노시즌으로 사명 변경
- 2020년 7월 : 소노펫클럽앤리조트 개관 및 소노수의재단 설립
- 2020년 12월 : 대명소노시즌 라이프스타일 브랜드 '소노시즌'론칭
- 2021년 3월 : 대명건설, 소노호텔앤리조트 흡수합병
- 2021년 3월 : 소노호텔앤리조트 → 소노인터내셔널로 사명변경
- 2021년 4월 : 대명그룹 → 대명소노그룹으로 그룹명 변경
- 2021년 10월 : 춘천 삼악산 호수케이블카 위탁 운영
- 2021년 10월 : 소노펠리체 델피노 개관
- 2022년 5월 : 미국 워싱턴D.C '노르망디 호텔' 인수
- 2023년 1월 : 미국 33 시포트 호텔 뉴욕 인수
- 2023년 9월 : 소노스카이거너스 프로농구단 창단
- 2023년 9월 : 소노호텔앤리조트 원산도 관광단지 기공식
- 2024년 3월 : 호텔 담 데 아트 파리 인수
- 2024년 4월 : 하와이 와이키키 리조트 인수
- 2024년 5월 : 소노캄 비발디파크 오픈
- 2024년 5월 : HAHN by SONO 한옥 호텔앤빌리지 위탁 운영 (구 청송 한옥 민예촌)
- 2024년 6월 : 소노문 델피노 EAST동 리뉴얼 오픈 (현 소노벨 델피노)
- 2024년 7월 : 소노문 해운대 개관 (구 부산 해운대 이비스 앰버서더 호텔 인수 2024년 3월)
- 2025년 3월 : 소노문 단양, 소노문 델피노, 소노문 비발디파크 > 소노벨 단양, 소노벨 델피노 East, 소노벨 비발디파크 D(호텔)로 브랜드 변경
- 2025년 3월 : 괌 온워드 망길라오·탈로포포 골프클럽 인수
- 2025년 4월 : 대명소노시즌 → 소노스퀘어 사명 변경

## 관계사(계열사)
- 소노인터내셔널
- 소노스퀘어
- 대명스테이션
- 대명건설
- 소노파트너스
- 대명복지재단

## 브랜드
- 소노호텔앤리조트
- 비발디파크
- 소노펠리체 비발디파크
- 델피노
- 쏠비치
- 소노캄
- 소노벨
- 소노문
- 소노휴
- 소노펠리체 컨트리클럽
- 오션월드
- 소노시즌
- 대명아임레디